# Siglum
Siglum,  l. mn. sigla (synkopa z łac. singulae litterae – pojedyncze litery lub singula signa) – symbol literowy lub literowo-cyfrowy będący oznaczeniem biblioteki, stosowany w katalogach centralnych przy podawaniu lokalizacji wydawnictw oraz wypożyczaniu międzybibliotecznym i informacji naukowej.
Przykładowo Biblioteka Główna dla Uniwersytetu Szczecińskiego stosuje się oznaczenie "SZCZ U" w celu identyfikacji w katalogach Biblioteki Narodowej i innych.
Sigla stosowane są też powszechnie do oznaczania fragmentów (ksiąg) Biblii, np. Rdz – Księga Rodzaju, Łk – Ewangelia Łukasza, Rz – List do Rzymian, 2 Kor – Drugi List do Koryntian.

## Sigla biblijne
Sigla biblijne wskazują określone miejsce w tekście Biblii przez podanie w skróconej formie nazwy księgi, rozdziału i wersetu (wersetów). Przykładowy zapis siglum biblijnego wygląda następująco:
2 Kor 1, 10–12 
„2 Kor” to nazwa księgi (2. List do Koryntian), liczba po nazwie księgi („1”) oznacza rozdział, a liczby po przecinku („10–12”) – zakres wersetów.
2 Kor 1, 1–2.10 = 2 List do Koryntian, rozdział 1, wiersze 1 do 2 i wiersz 10.
Sigla biblijne używane przez niektóre wspólnoty protestanckie czy przez Świadków Jehowy nieco różnią się od tych używanych w Kościele katolickim, prawosławnym czy Kościołach protestanckich głównego nurtu, np. używają innych skrótów na oznaczenie ksiąg biblijnych, a zamiast przecinka pomiędzy numerem rozdziału i wierszy używają dwukropka (np. 2 Kor 1:1-2, 10).